# Hrvački klub Lokomotiva
Hrvački klub Lokomotiva je hrvački klub iz Zagreba osnovan 1945. godine od grupe sportaša amatera zanesenih hrvanjem: Čimić Stjepan, Antun Glumpak, Stanko Šneberger i Ivan Poslek. Tako je u okviru S.D. Lokomotiva pokrenuta hrvačka sekcija koja od 1951. postaje samostalna jedinica kluba, tadašnji TAK Lokomotiva. Sekcija je u početku imala svega 20-ak članova, ali s vremenom je broj strelovito rastao. Prve generacije trenirale su pod vodstvom Stanka Šnebergera i Ivana Posleka. Djelovanje kluba se nastavlja do danas te se generacijama pokazao kao topli kutak svim ljubiteljima ovog sporta te postizao zapažene rezultate postavši tako bitan faktor za razvoj hrvačkog sporta u Hrvatskoj. Klupsko sjedište nalazi se na adresi Crnatkova 18, Zagreb. 

## Klupski uspjesi
Već godinu nakon osnivanja hrvači Lokomotive na prvenstvu države osvojili su:
zlato do 63 kg: Alojz Moguljak
zlato do 78 kg: Ivan Mrkus
bronca do 57 kg: Stanko Šneberger
Već 1947. sekcija postiže sjajan uspjeh s osvojena 4 zlata na prvenstvu Jugoslavije u Subotici, 
a posebno treba istaći Ivana Posleka koji je u kategoriji 97kg u finalnoj borbi svladao dotadašnjeg 
državnog prvaka i reprezentatica Gobmar Jovana.
1848. godine klubu su pristupili grvači "Dinama" te je tako ojačana sekcija nastupila na Balkansko-srednjoeuropskim
igrama gdje su Šneberger i Moguljak zauzeli druga mjesta dok su Mrkus i Joneš osvojili treća mjesta.
Iste godine Mrkus i Moguljak nastupili su na prvenstvu svijeta.
Kroz nadolazeće godine sekcija je nastavila osvajati odličja na domaćim natjecanjima te se razvila u kvalitetan 
hrvački klub.
Danas u klubu treniraju hrvači svih uzrasta koji također nastupaju na domaćim i inozemnim natjecanjima.
Najistaknutiji hrvač kluba je senior Ivan Lizatović, reprezentativac i višestruki državni prvak u kategoriji do 55kg (grčko rimski), 
osvajač zlatne medalje na mediteranskom turniru s nastupima na europskim i svjetskim prvenstvima gdje postiže visoke
plasmane.
Tu je i Nikola Svetina, višestruki državni prvak u starijim dječacima i reprezentativac.
Jurica Halambek prvak je Hrvatske slobodnim načinom u kategoriji do 74kg.
U klubu trenira i Sara Kaurinović koja je također zlatna na državnom prvenstvu.
U budućnosti klub očekuje i više istaknutih lica jer mladi hrvači nižu brojne uspjehe i naporno treniraju kako bi nastavili pobjedničku tradiciju 
Lokomotive.

## Vanjske poveznice
- Službena internetska stranica kluba  Arhivirana inačica izvorne stranice od 15. rujna 2013. (Wayback Machine)